# Соляник Володимир Іванович

Володи́мир Іва́нович Соля́ник (нар. 6 серпня 1950, Леонідово, Поронайський район Сахалінської області) — український джазовий музикант, піаніст-віртуоз, педагог, професор Київської академії музики імені Рейнгольда Глієра, народний артист України (2019).

## Життєпис
1972 — закінчив музично-педагогічний факультет Київського педагогічного інституту.
1979—1981 років навчався в Київській консерваторії (клас композиції — Ю. Я. Іщенка).
1970—1971 — керівник естрадного оркестру клубу Київського мотоциклетного заводу.
1972 — музичний керівник ансамблю в Укрконцерті.
1973 — робота в Київському об'єднанні музичних ансамблів.
1974—1975; 1978; 1983 — працює в Сочинському об'єднанні музичних ансамблів.
1976—1977 — керівник вокально-інструментального ансамблю Тульської філармонії «ХХ век».
1977 — керівник вокального ансамблю Київської філармонії «Мрія».
1982 — піаніст ансамблю Чернівецької філармонії «Жива вода».
Від 1984 викладає в Київській академії музики імені Рейнгольда Глієра, професор.
Є піаністом-віртуозом, який грає в різноманітних джазових стилях: класичний джаз, етно-джаз, ф'южн, мейнстрим, блюз, нью-ейдж.
1995 і 1997 виступав з британським саксофоністом Джорджем Хасламом.

## Фестивалі
- 1987 — «Дні фортепіанного джазу» (Мінськ)
- 1988 — «Кришталевий Лев-88» (Львів)
- 1995 — «Jazz Fest» (Суми)
- 1992 — Фестиваль джаз-оркестрів (Карлсруе)
- 2010 — Фестиваль «Live in Blue Bay» (Коктебель, артдиректор)[2]
- 2005—2016 — Міжнародний Jazz Festval «Єдність»[3]

## Визнання
- 2009 — заслужений артист України[4]
- 2019 — народний артист України[1]